# Selenops insularis
Espèce
Selenops insularis est une espèce d'araignées aranéomorphes de la famille des Selenopidae.

## Distribution
Cette espèce se rencontre à Porto Rico, à Hispaniola, à Cuba et dans le Sud de la Floride aux États-Unis,.

## Description
Le mâle décrit par Crews en 2011 mesure 9,45 mm et la femelle 11,30 mm.

## Publication originale
- Keyserling, 1881 : Neue Spinnen aus Amerika. III. Verhandlungen der kaiserlich-königlichen zoologisch-botanischen Gesellschaft in Wien, vol. 31, p. 269-314 (texte intégral).